# Pedralba (kommun)
Pedralba är en kommun i Spanien.   Den ligger i provinsen Província de València och regionen Valencia, i den östra delen av landet, 270 km öster om huvudstaden Madrid. Antalet invånare är 2 970. Arean är 59 kvadratkilometer. Pedralba gränsar till Llíria, Vilamarxant, Cheste och Benaguasil. 
Terrängen i Pedralba är platt österut, men västerut är den kuperad.